# Pikárec
Pikárec (in tedesco Pikaretz) è un comune ceco situato nel distretto di Žďár nad Sázavou, nella regione di Vysočina.